# Trioceros rudis
Trioceros rudis là một loài thằn lằn trong họ Chamaeleonidae. Loài này được Boulenger mô tả khoa học đầu tiên năm 1906.

## Hình ảnh

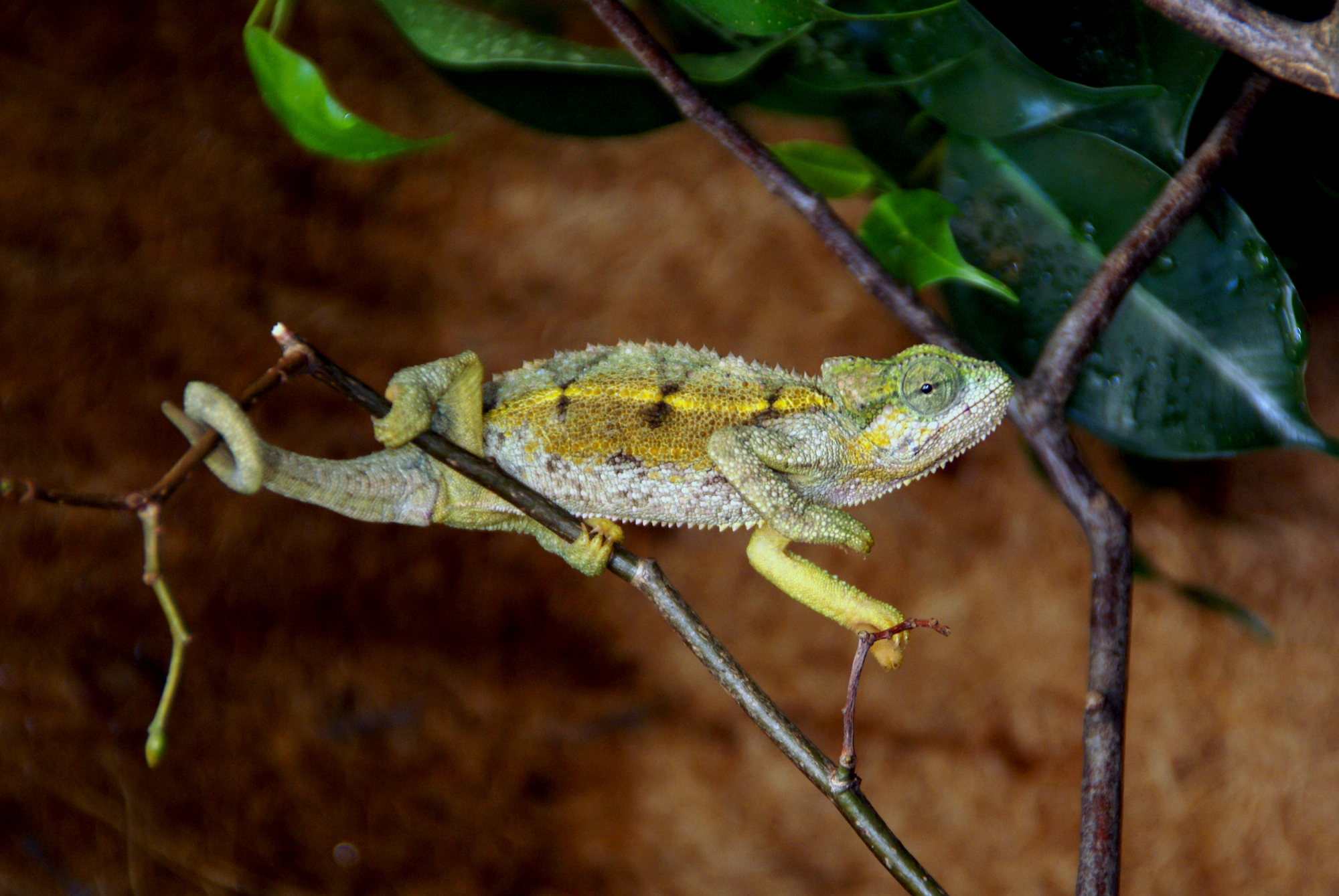
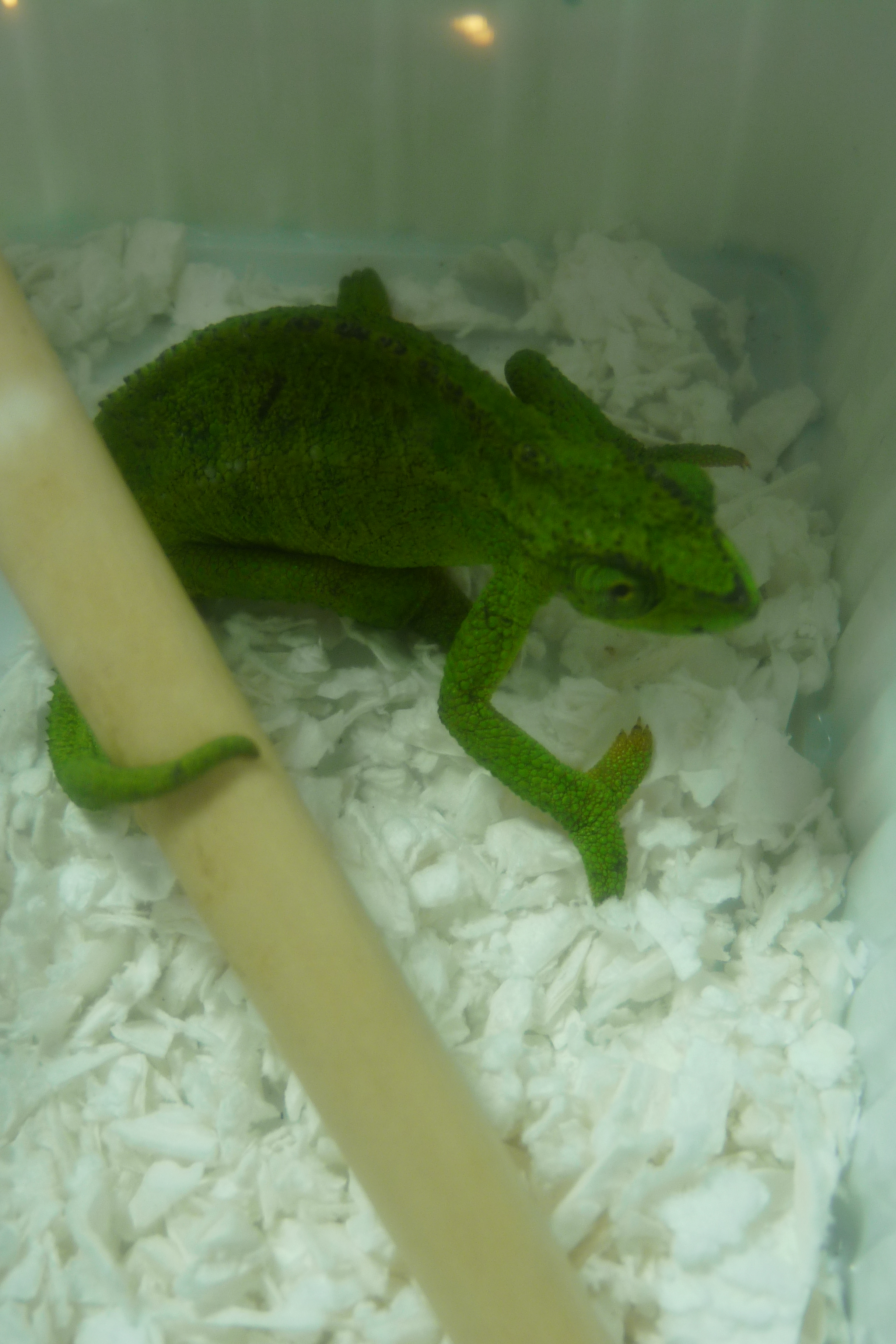
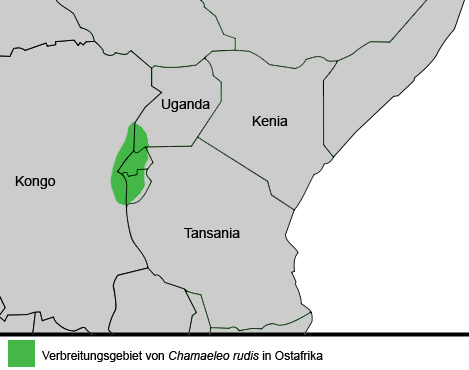